# 小田原担ぎ
小田原担ぎ（小田原流）（おだわらかつぎ）は、小田原独特の神輿を担ぐ際の様式の一つである。一般的に小田原流と呼ばれ同市内のいくつかの神社で見られる。松原神社が発祥とされるが、無形民俗文化財の山王原大漁木遣唄がある山王神社も古くからこの担ぎ方であったと言われ、例大祭が同時開催される大稲荷神社の本社神輿と町会神輿の一部、居神神社の町会神輿の大半が小田原流で渡御される。この4社の例大祭を総称し、観光行事である北條五代祭りと区別して「4社の祭り」「小田原の祭り」と呼ぶ人もいるが、現時点では隣接・重複地域で渡御の通過往来が観られるくらいである。

　他では久野の神山神社、荻窪の市方神社など市内各所で見られ、どっこい担ぎや江戸前担ぎと共に小田原流を組み合わせて渡御する町会・同好会もある。なお、小田原市内の神社全てが必ずしも小田原流という訳ではない。

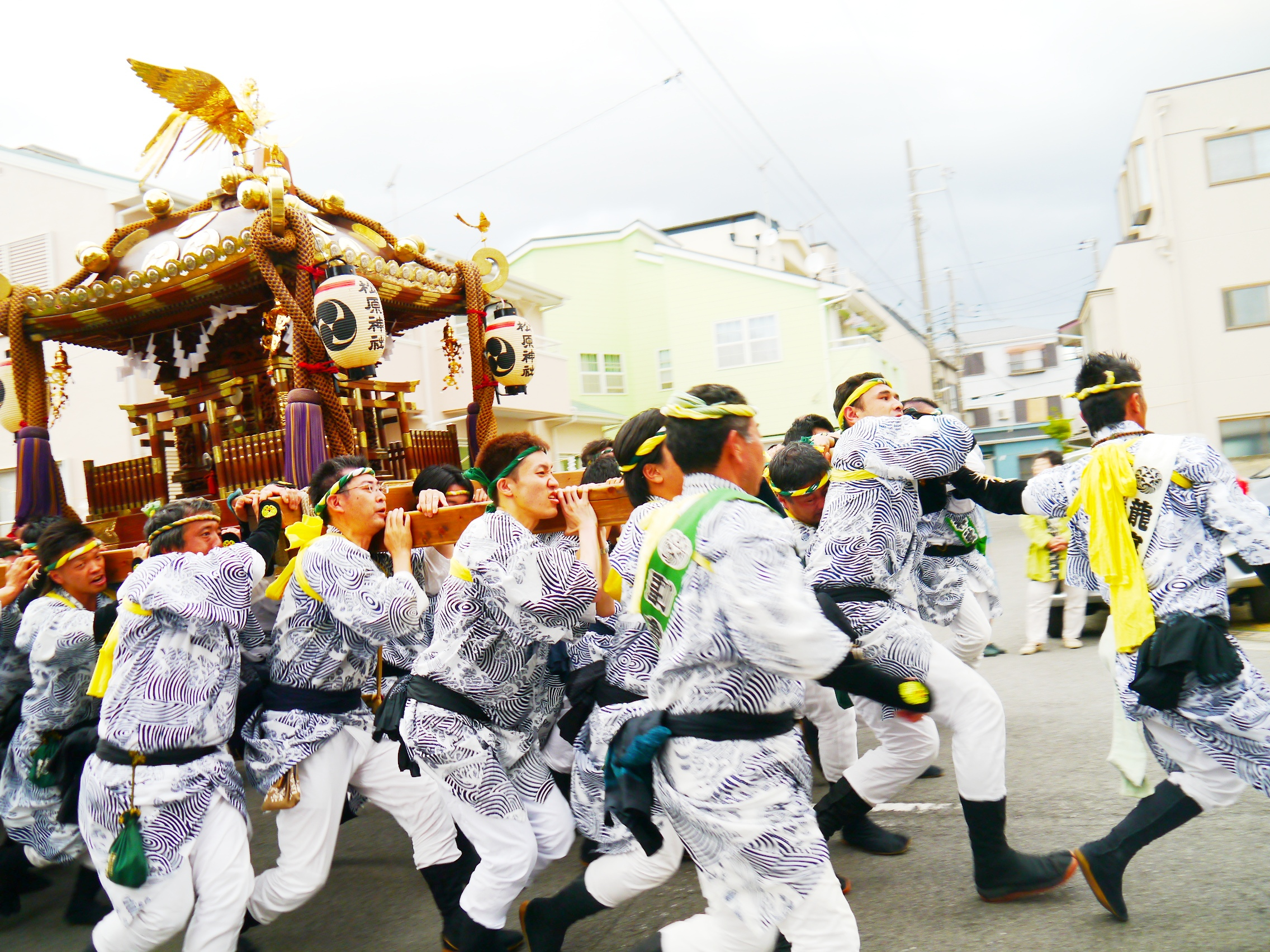
御旅所まで突っ駆ける本社神輿

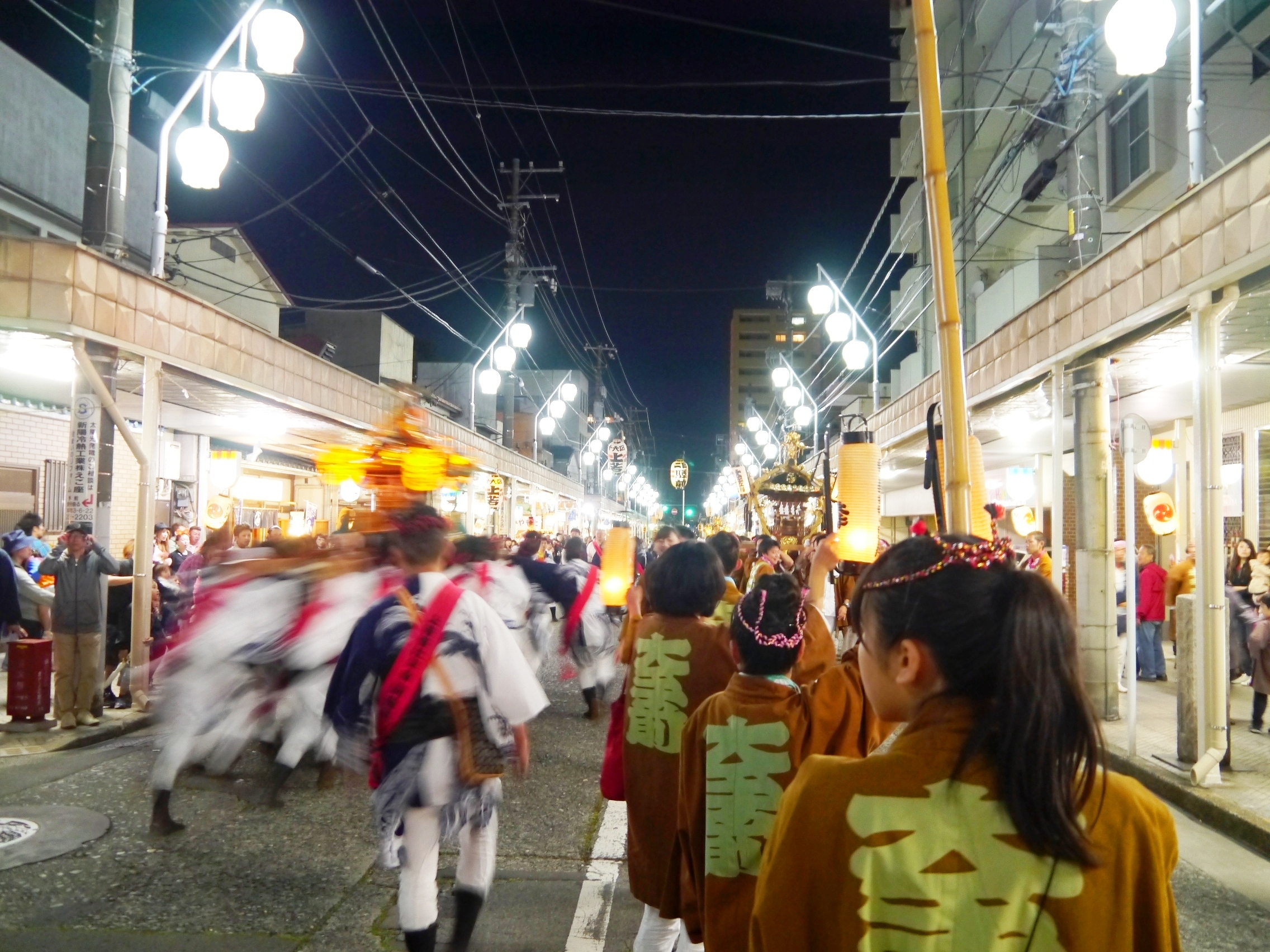
突っ駆けですれ違う神輿

## 小田原流の特徴的動作

### 掛け声と進行・突っ駆け
神輿の担ぎ方にも地方や祭礼によって担ぎ方が多数ある。
小田原担ぎは漁に関した動きを模しており、通常状態で練り歩く時の掛け声は「オイーサー・コリャサー」若しくはこれに近い発音で渡御される。一般的にオイサはリード役で、芯出しを始めとした少人数で掛け、コラサは他の全員で掛ける事が多い。足並みは平担ぎと同様に通常の歩行と同じであり、神輿の移動速度としては他の担ぎ方よりも格段に早い。このためパレードなどで他の担ぎ方の神輿が前にいる場合はすぐに追い付き、逆に小田原流が先になった場合は左右に練って時間を稼がないと、後ろとの間隔は広がる一方である。
ただし、小田原流の特徴として、平担ぎの時左右にゆっくりと練る動作は、船が沖合で波に揺られゆっくりと左右に動くそれを模しており、見ているものを幻想的な雰囲気にさせるのも他に見ない特徴といえる。

　全国的にも珍しい点は、民家・商店・祭礼事務所・山車・神社などに木遣り唄の一種である「浜木遣り」と共に神輿を担いだまま走って突っ込む（跳ぶ｜突っ駆ける）事である。この「浜木遣り」は漁師の掛け声が元であり、鳶などの木遣師のそれとは異なる。祭礼においてはどっこい担ぎで言えば甚句に相当する。　
なお、全国的に“走る神輿”は瀬戸内海の真鍋島や、千葉県の大原はだか祭りなどがある。など少数ながら存在するが、後述する神輿の合体は全国でも他所では見られない。

### 神輿の合体

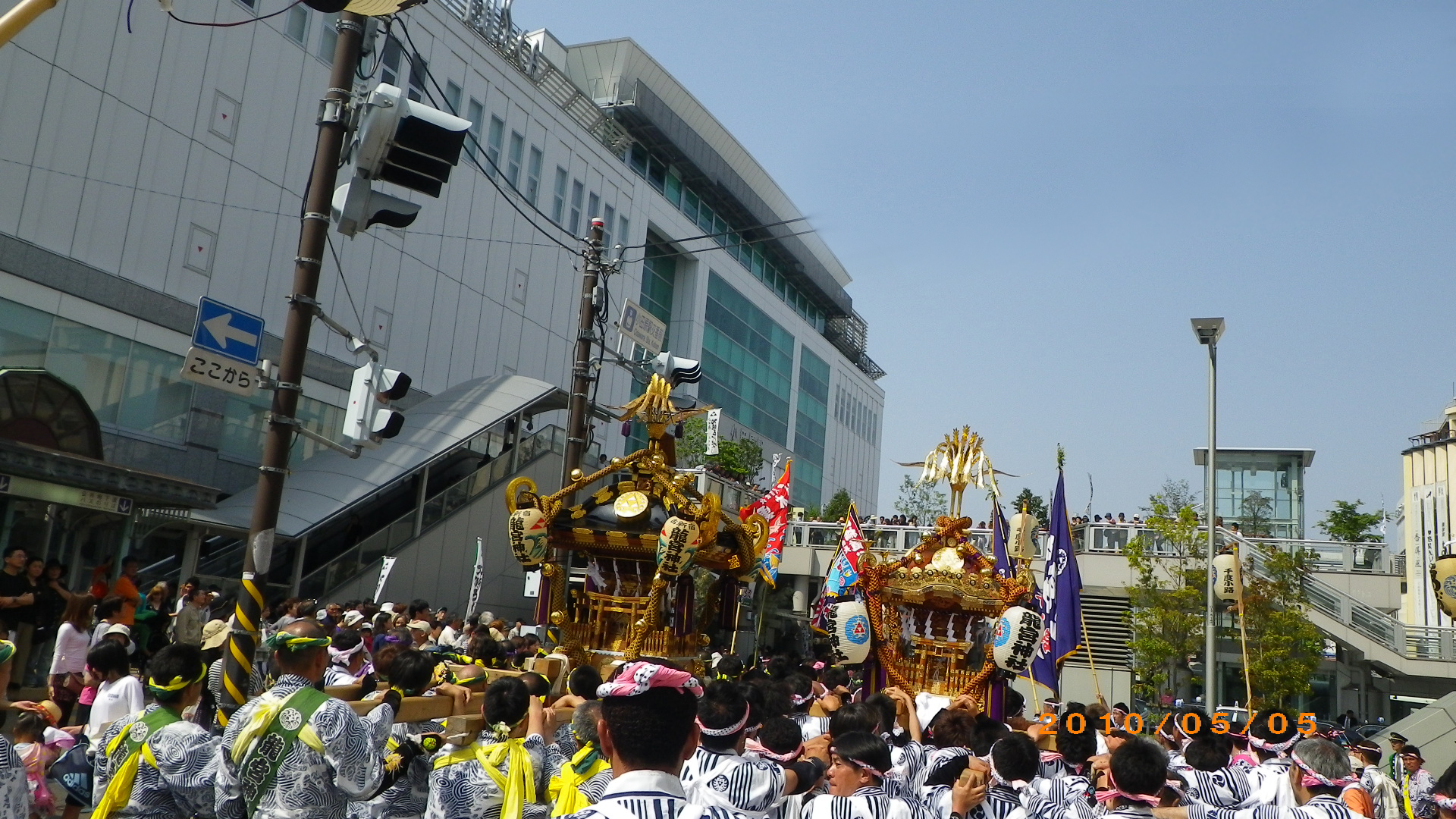
小田原駅に突っ駆ける、合体した千度小路・古新宿 龍宮神社の神輿。

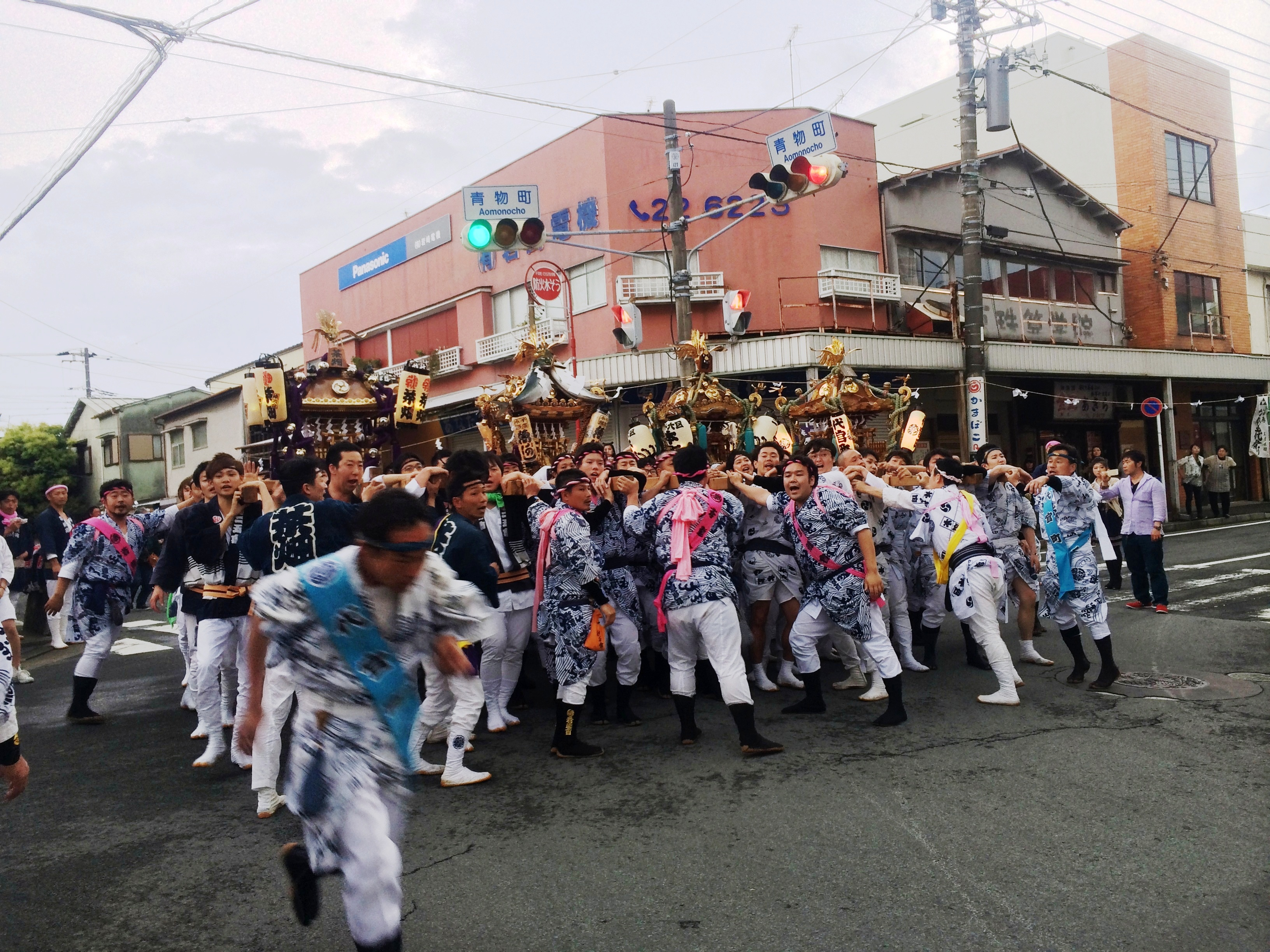
宮入り前の青物町で4基合体し、突っ駆ける直前の神輿。担ぎ方は小田原流。

駅前や宮入前の見せ場では他の町会（同町会の男神輿と女神輿なども）神輿同士が2基、3基、4基と合体（ちょうちん祭りでは最大6基）することがあり、これも小田原流の特徴の1つである。最近では以前より見られる場面は減ったが、5月5日の昼過ぎの小田原駅前や松原神社の宮入り前（19:00~20:30頃）の青物町で多く見られる。
合体する経緯としては『事前の打ち合わせ』の場合もあるが、『たまたま進行方向が同じ』であったり、『友人が居た』などなりゆきで合体することも多くある。
有名なのは古新宿・千度小路の龍宮神社である。
合体時の動きは基本的に1基の時と同じであるが、道幅いっぱいに左右に橫移動しながら進む動きが顕著に出る。また、交差点で走りながら曲がる際、後部を流しながら斜めに駆け抜けて行く様はそれぞれ車のバーンアウトとドリフトの動きに似ている。
合体方法は組む側の外棒の担ぎ手がそれぞれ内側に入り、柱を合わせる。高さが揃ったところで2本の柱をまとめて担ぎ上げる。

### 野声（やごえ）
木遣りを唄わずに野声と呼ばれる「オーリャ」「オーーリャ」という掛け声で走り出す事がある。
駅前などの見せ場や道路を急いで横断する場合に用いられ、木遣りからの2段駆け3段駆けをすることもある。

なお居神神社の本社神輿は木遣りを歌わないため走り出す時は必ず野声になる

### 龍宮回り
跳んだ後に右方向に3回神輿を回すことがあり、龍宮神社が最初に行ったと言われていることから俗に「龍宮回り」と言われている。松原氏子内では現在これを行うのは海沿いの町会の一部のみである。

#### ＞神輿の回頭・進路変更
- 左回転を忌避する理由: 江戸前などの神輿も含めて左回転はしないが、小田原流の神輿が特に左回転を嫌うのは、右側通行である船舶（漁船）が取り舵（左回り）を行うのは緊急時を除いては溺死者を回収する時にしか行わない事に由来している。

※ちなみに船舶は動力船になってから現在まで、1軸船のスクリューは右回りが多く、クラッチがつながった状態では船首が自然に左方向＝桟橋側に向き、離岸・漂流しないようになっている。

※右回転は面舵（おもかじ）。
- 龍宮神社は神社ではあるが松原神社の氏子であり、社がなければ魚河岸や上若などの地区に含まれるため一般的には同好会になるが、松原神社例大祭は古新宿と千度小路の漁業関係者＝龍宮神社が古くから重要な関わりを持っているため、町会と同等以上の扱いを受ける。

## 構成
基本的に各社の町会大人神輿を基準に記述する。

### 神輿単体
先頭は高張り提灯1対、次に弓張り提灯が任意の人数おり、この後に神輿が続く。大抵の場合、神輿の近くに渡御責任者・青年会会長が同行している。
地区によって（主に海沿いの地区）はこれらに加えて旗を持つ所もある。

### 神輿隊全体の構成
以上に加えて以下の補助要員・係が随伴する。
- ご祝儀係：高張のさらに先に跳び、ご祝儀を頂ける商店などを探す、お伺い役。

1名〜数名おり、「渡り」「先駆け」と呼ぶ地区もあれば、そのまま「会計さん」「回収さん」「集金係」と呼ぶ人もいる。婦人部（女性）の者が多い。青年会の女性の場合もある。
この伺い役の合図を受けた高張が直接、神輿を案内する形が基本であるが、伺い役が複数名おり、ご祝儀袋を同時に掲げているような場合は、間に会長職や役員を挟み、ここから芯出しや高張りにルートを指示する場合もある。
- 交通整理要員：最低2名つく。国道や大きい交差点では3名必要。特に資格は不必要だが、事実上は自動車の運転経験が必須。当然、神輿の経験も必要。

交通規制がなく、交通量の多い小田原駅前などでは、他町会の交通整理役や渡御責任者との報告・連絡・相談が不可欠であり、実際に共同して交通整理を行う場面は多い。また、交通状況によっては、芯出しや会長を差し置いて、神輿を野声で走らせたり、道端に寄せるなど指示を出すこともある。指示を無視する車の対処、救急車など緊急車両の先導など、あらゆる事態に対処できる能力が求められる。ちなみに、祭礼時に関するトラブルの多くは、神輿：車、あるいは神輿：神輿の交通関連である。
- 馬持ち・台車係：神輿を下ろす際に使用する馬や台車を運ぶ人。

町会神輿の馬（ウマ）は1人1脚で2人必要な所が多い。台車はコロの関係で1人での操作が難しい場合もある。中に飲み物や救急箱、ご祝儀返しを入れてある場合はその管理もするため2人での運用が望ましい。本社神輿では台車のみの取り回しでも段差などで4人必要な時もある。
神社の行列構成については形態が異なる。一例：松原神社例大祭

## 衣装
小田原流に共通する服装・衣装は特段無いが、他の祭礼と違い、小田原流の神輿は走るため、担ぎ手の中に雪駄・草履の者はいない。参考：松原神社例大祭

## 起源
小田原流の本家である松原神社例大祭（山王神社例大祭）は、元来、漁師の祭であり、海や漁師にちなんだ風習が多くある。
神輿が走るのは波が押し寄せる様、または漁船が港から漁場に向かう様子を表しており、波に乗って神様が現れる・大漁の船が帰ってくる様を模している。
なお、御霊が入っている時に神輿を揺らす事は、荒波＝不漁・沈没を連想するため行わない。

## 木遣り唄の例（千度小路系）
- 木遣者　「ソーオリャ〜、エーエエーーっ」
- 担ぎ衆　「オウっ」
- 木遣者　「めでた〜、めでた〜のぉよ〜オオーエ〜」
- 担ぎ衆　「ソリャやっとこせーの〜っ」
- 木遣者　「ソーオリャ、めでたくー納め〜てよぉ、ヨーイトナー」

と、ここで駆け足で　「オイサー」「オリャサー」で突っかける一連の形をとる。

## 小田原木遣り唄の歴史
関連：山王松原木遣唄（さんのうばら｜さんのうまつばらきやりうた）
木遣り唄(浜木遣り)は小田原では本来、漁船の上で網を引く時に唄われるものだが、現代の様に機械で網を巻き上げる訳ではなかった昔は何艘もの漁船が網の周りを囲んで、一斉に定置網を人の手で引き上げていた。
この時、全員の息が合わないと網が傾き、魚が取れないため、引き手は掛け声を必要とし木遣り唄が生まれた。
流れとしては、木遣りが始まると網を引かず、木遣り唄が終わると全員一斉に再び網引きが続けられる。
徐々に網が重くなってくると、引き手が疲れてくるので木遣りが次から次へとかけられて行くのである。
昔の漁師は海に落ちて亡くなる者も多く、木遣り唄は命の唄であり神聖なものであった。
木遣り唄には神を祭る唄も多く残っており、当時漁師は命がけの仕事であった事がわかる。
後世に出来た唄もあるが艶唄｜色唄も多く残る事から、漁の仕事が男の仕事であった事もうかがえる。
現代でも漁師の祭りの意味合いが大きい松原神社例大祭山王神社例大祭で神輿が突っ駆ける前に唄われている。

## 木遣りの一例
節回し省略、歌詞のみ記載
＜数え唄＞　松原神社においては還幸時、一定の場所で1番から始めて突っ駆け行き、10番で宮入りする。
- 一で大山や、石尊様だぞ
- 二で日光のよ、東照宮様だぞ
- 三で讃岐のよ、金毘羅様だぞ
- 四つ（四で）信濃のよ、善光寺様だぞ
- 五つ出雲のよ、色神様だぞ
- 六で六角堂（村々）のよ、六地蔵様だぞ
- 七つ成田のよ、御不動様だぞ
- 八つ八幡のよ、八幡様だぞ
- 九つ高野のよ、弘法様だぞ
- 十で当地のよ、氏神様だぞ

＜チャリ（俗唄・艶唄）＞
- 私や小田原のよ、荒波育ちだ
- 粋でいなせのよ、若い衆頼むぞ
- 前は相模灘よ、後ろは箱根だ
- 千両万両のよ、宝の船だぞ
- 荒磯荒波よ、しぶきの花咲く
- 木遣り師にぶてもよ、掛け声頼むぞ
- 富士の白雪やよ、朝日で解けるぞ
- 茶碗と娘はよ、一度は割れるぞ
- 娘と島田はよ、情けでとけるぞ
- 三十三間堂のよ、柳のりゅうさんだ

この他、独自・即興の唄もある。

## 小田原担ぎでの注意事項
（松原神社、山王神社氏子内の神輿の場合）
※大稲荷・居神神社など同じ小田原流で渡御している神社・町会でも若干、ルール・マナーが異なります。
- 御霊が入っているときは意図的に揺らさない。
- 神輿を回す時は面舵（右に回す）。取舵（左回し）してはならない。 左回転を忌避する理由
- 他の神輿が木遣り（どっこいの場合は甚句）を始めたら掛け声をやめる。（オイサコラサは言わない）
- 「危険」木遣りが始まったら、その神輿と突っ駆け先の間（神輿と高張の間）を通過しない。
- 木遣りを歌っていなくても、高張と神輿の間を横切る事は極力避ける。

やられた方は「土足で家に上がられた」ように受け止める場合がある。

### 全国共通注意事項
- 無断で他の神輿に触らない。（緊急時は除く）

神輿の前で写真を撮る時などは声を掛ける。
- 氏子優先。他社の地区を渡御している時はそこの氏子神輿・神社方針が優先。

- 本社神輿優先。仮に氏子地区内に他社本社神輿が来た場合でも氏子の町会神輿が針路を譲る。

すれ違う際は被り物（頭に巻いた手ぬぐいなど）を取り、弓張り提灯を掲げ拍手をするのが望ましい。
- 高い所からあからさまに見下ろさない。

（少なくとも担ぎ手から分からないように）

### 小説
- 山口仁 『鳳凰の羽（つばさ）』2019年。ISBN 978-4-600-00115-5。